# La Dolores (Bretón)
La Dolores és una òpera de Tomás Bretón estrenada el 16 de març de 1895 al Teatre de la Zarzuela de Madrid, a partir d'un llibret escrit per Tomás Bretón mateix, que es basa en l'obra teatral del seu amic Josep Feliu i Codina. Després de l'estrena l'obra es va representar durant 53 dies seguits a Madrid i 103 al Tívoli de Barcelona. Més tard va patir la censura i es va retallar, i el 1923 se'n van suspendre les representacions.
Bretón, precursor de l'anomenada òpera espanyola, va crear una obra plena de dramatisme però allunyada del neoromanticisme imperant en la literatura i en els estils operístics italianitzants, i més propera al wagnerianisme.
D'altra banda, l'enregistrament que en va fer Plácido Domingo sota la direcció d'Antoni Ros Marbà va guanyar un premi Grammy Llatí el 2000.
Actualment aquesta òpera es representa amb molt poca freqüència: en les estadístiques d'Operabase no apareix entre les òperes representades durant el període 2008-2013.